# Бабочки (балет)
«Ба́бочки» (фр. Les Papillons) — одноактный балет Михаила Фокина, поставленный на музыку Роберта Шумана в оркестровке Николая Черепнина. Премьера состоялась 10 марта 1912 года в Петрограде, на сцене Мариинского театра в качестве благотворительного спектакля в пользу Литературного фонда. Декорации выполнил художник Пётр Ламбин, автором костюмов выступил Лев Бакст. Главные партии исполняли Михаил Фокин (Пьеро) и Матильда Кшесинская (Бабочка).
Два года спустя спектакль вошёл в репертуар Русского балета Дягилева. Премьера состоялась 16 апреля 1914 года в Оперном театре Монте-Карло. Декорации для этой постановки выполнил Мстислав Добужинский, костюмы — Бакста. Главные партии исполнили Михаил Фокин, Тамара Карсавина и Людмила Шоллар.

## История
Начиная с 1910 года Дягилев не включал в репертуар балеты, поставленные в других труппах, выпуская лишь мировые премьеры. Появление «Бабочек», стилистически являвшихся продолжением «Карнавала», премьера которого состоялась пятью годами ранее, в 1910 году, стало «во многих смыслах серьёзным шагом назад».
Причиной появления этого балета в репертуаре стал разрыв Дягилева со своим любовником и главной звездой своей труппы Вацлавом Нижинским, посмевшим 10 сентября 1913 года во время южноамериканских гастролей труппы неожиданно и втайне от всех жениться на венгерской аристократке и своей поклоннице Ромоле Пульской. Впав в раж и уволив Нижинского, Дягилев остался как без премьера, так и без хореографа. Для нового сезона ему были нужны новые балеты, и чтобы закрыть образовавшуюся лакуну, ему пришлось срочно мириться с Фокиным, «от которого он устал» ещё в середине 1911 года и с которым, более не считая его передовым, расстался после окончания парижского сезона в июне 1912 года ради освобождения ресурсов для постановок своего фаворита Нижинского.
Теперь ситуация кардинально изменилась: Дягилев потратил пять часов на телефонный разговор с Фокиным, чтобы уговорить его вернуться. Окончательная, хореографическая, фаза создания главного спектакля сезона 1914 года, «Легенды об Иосифе» — который, как было задумано Дягилевым и предложено Гарри Кесслеру ещё в августе 1911 года, создавался им, Гуго фон Гофмансталем и Рихардом Штраусом специально для Нижинского — теперь была передана Фокину.
На этом фоне «Бабочки» стали лишь «аперитивом» для публики, пока Фокин работал над «Легендой» и другой, менее важной для Дягилева премьерой — «Мидасом» Штейнберга, постановка которого осуществлялась лишь ради налаживания связей с наследниками Римского-Корсакова и возможности поставить его «Золотой петушок». Мстислав Добужинский, работавший с Художественным театром в Москве и приглашённый Дягилевым для оформления «Мидаса» по совету его постоянных сотрудников Бенуа и Бакста, заодно написал и недостающие декорации к «Бабочкам».